# UFC Fight Night: Evans vs. Salmon
UFC Fight Night: Evans vs. Salmon ou UFC Fight Night 8 foi um evento de artes marciais mistas promovido pelo Ultimate Fighting Championship, ocorrido em 25 de janeiro de 2007 no Seminole Hard Rock Hotel and Casino, em Hollywood (Flórida), nos Estados Unidos.